# Scapania horaria
Scapania horaria là một loài rêu trong họ Scapaniaceae. Loài này được Stephani mô tả khoa học đầu tiên.